# Émile Eudes

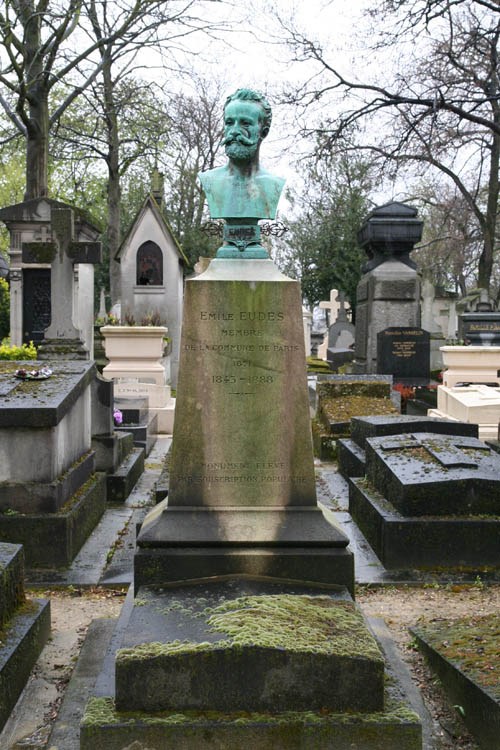
Émile Eudes grav i Paris

Émile Désiré François Eudes, född 12 september 1843 i Roncey, departementert Manche, död 1888 i Paris, var en fransk kommunard.
Eudes blev efter växlande levnadsöden en ivrig anhängare till Louis Auguste Blanqui. Den 15 augusti 1870 dömdes han till döden för deltagande i ett upprorsförsök, men frigavs den 4 september samma år efter andra kejsardömets fall. 
År 1871 blev han medlem av Pariskommunen och general i dess armé. Han ledde med en viss framgång insurgenternas försvar av Paris mot regeringstrupperna, invaldes 10 maj i välfärdsutskottet och var mycket verksam som organisatör av mordbrännarnas (petrolörernas) dåd. 
Efter Pariskommunens fall flydde han först till Schweiz, sedan till London, men återvände 1880, tack vare amnestin, till Frankrike, där han snart blev blanquisternas ledare. Trots flera försök lyckades inte Eudes komma med i den aktiva politiken.
År 1888 dog han oväntat i en hjärtattack. Hans begravning följdes av en stor folkmassa. Han är begravd på Père-Lachaise-kyrkogården.